# Флорентий Страсбургский
Флорентий (умер не позднее 614) — епископ Страсбурга в конце VI века. Святой. Дни памяти: в Римском мартирологе — 21 июля, а в Страсбурге 7 ноября и в Базеле в честь перенесения мощей также 3 апреля.

## Биография
О Флорентии Страсбургском сохранилось не так много достоверных сведений. Бо́льшая часть известий о святом содержится в его житиях, самое раннее из которых написано в X веке.
Согласно агиографической литературе, святой Флорентий был родом из Ирландии. Он прибыл в Эльзас и поселился в устье Хазеля у Брюша как отшельник. По преданию, он исцелил дочь франкского короля Дагоберта, за что должен был получить столько земли, сколько обежит маленький ослик за время утреннего туалета короля. Однако король задержался, а осёл помчался вскач. Поэтому святому были даны обширные земли, на которых был основан впоследствии монастырь Святого Фомы в Нидераслаке. Незадолго до своей кончины, святой Флорентий был возведён на епископскую кафедру города Страсбурга, став здесь преемником святого Арбогаста. В средневековых списках глав Страсбургской епархии преемником Флорентия назван епископ Ансоальд.
Долгое время считалось, что «король Дагоберт», о котором упоминается в житиях, тождественен Дагоберту II, правившему в 676—679 годах. На этом основании деятельность епископа Флорентия, также как и деятельность его предшественника и преемника, датировалась второй половиной VII века. Однако такая датировка противоречит другим, более достоверным данным. Так, найденные во время раскопок в Страсбурге артефакты свидетельствуют, что святой Арбогаст жил в середине VI века, а епископ Ансоальд упоминается среди участников Парижского собора 614 года. На этих основаниях нахождение святого Флорентия на епископской кафедре, скорее всего, должно датироваться концом VI века.
Святой Флорентий был причислен к лику святых уже в VII веке. Ему молятся при переломах и мочекаменной болезни. Его мощи находятся в настоящее время в Нидерхаслаке.